# Saalhaupt
Saalhaupt ist ein Ortsteil der Gemeinde Bad Abbach im niederbayerischen Landkreis Kelheim. Saalhaupt hat heute eine Fläche von 5,8 km² und 250 Einwohner.

## Lage
Saalhaupt befindet sich ca. 7 km südlich vom Ortsmittelpunkt von Bad Abbach und 4 km östlich von Teugn und liegt in der Nähe des Autobahnkreuzes Saalhaupt der Bundesautobahn 93, wo die Bundesstraße 15n nach Landshut abzweigt.

## Geschichte
Der Name Saalhaupt wird von topografischen Gegebenheiten abgeleitet und bedeutet „Oberstes, Ursprung, Quelle der Salla“. Gemeint ist damit das Flüsschen Salla (der heutige Teugner Mühlbach), der unterhalb Lengfelds in die Donau mündet. Das Dorf wird zwischen 875 und 885 urkundlich erstmals erwähnt, damals tauscht der Regensburger Bischof Ambricho mit einem Truhthad Äcker in „Sallohopit“ und 882 – 885 werden weitere Güter an den Edlen Engilmar und dessen Brüder Mezi und Vitals gegeben. 1043/44 erhält das Kloster St. Emmeram durch den Bürger Hagano bei dessen Klostereintritt seine Habe zu Peisenhofen (heute ebenfalls ein Ortsteil von Bad Abbach) und Saalhaupt mitsamt seinen Leibeigenen.
Es wird vermutet, dass sich in Saalhaupt eine abgegangene kleine Burg befunden habe, die zuvor dem Konrad Sattelboger gehört hat. 1450 verkauften Hans Stahl zu Wannersdorf und seiner Frau Cäcilia das Dorf Saalhaupt „sambt dem Size darin und mit dem Gericht und alle herrlichkeit daselbst auch mit zwei Einöden“ (Voxbrunn und Weilhof, heute ebenfalls Ortsteile von Bad Abbach) an Herzog Albrecht. Die Burg soll in unmittelbarer Nähe zu der Kirche St. Peter und Paul gelegen haben, wobei der Vorgängerbau zu der heutigen Kirche als Burgkapelle angesehen wird. Auch Philipp Apian bezeichnet Saalhaupt 1592 als „p. (= pagus, Dorf), templ. (Kirche) et possessio (Sitz)“. Seit Saalhaupt zu dem oberbayerischen Herzogtum gekommen ist, wurde es in der Folge weder verkauft noch verpfändet.
Wie aus den ersten Diözesanmatrikeln der Diözese Regensburg von 1433 hervorgeht, gehörte Saalhaupt zur Pfarrei Abbach. Zuvor wurde es wohl von der Vorgängerpfarrei Eiglstetten aus pastorisiert. Wegen der großen Entfernung  zur Pfarrkirche St. Nikolaus in Abbach (6 km) besuchten die Saalhauptener sonntags den Gottesdienst im näher gelegenen Dünzling oder Teugn.
Saalhaupt war bis in das 20. Jahrhundert durch die Landwirtschaft geprägt. In den 1940er und 50er Jahren gab es außer Landwirtschaftsbetrieben nur eine Schmiede, zwei Krämer und zwei Wirtshäuser. Seit 1845 waren folgende Personen als Bürgermeister tätig:
- 1845 – 1851 Josef Kaindl
- 1852 – 1860 Georg Auer
- 1860 – 1870 Johann Voxbrunner
- 1870 – 1880 Georg Gierstorfer
- 1881 – 1893 Georg Schmidbauer (Vox)
- 1893 – 1899 Johann Schmidbauer (Köglmeier)
- 1900 – 1911 Georg Schmiedbauer, jun (Vox)
- 1912 – 1924 Josef Schmidbauer (Köglmeier)
- 1924 – 1945 Josef Brunner
- 1945 – 1947 Josef Geserer
- 1948 – 1970 Johann Wallner
- 1971 – 1977  Anton Lehner

1946/47 wurde Saalhaupt nach Teugn eingemeindet. Die Landgemeinde Saalhaupt wurde dann am 1. Januar 1978 in den Markt Bad Abbach als neuer Ortsteil übernommen.

## Sehenswürdigkeiten
In Saalhaupt befindet sich die katholische Kirche St. Peter und Paul, die unter der Denkmalnummer D-2-73-116-42 als Baudenkmal eingetragen ist. Die Kirche ist der Nachfolgebau der ursprünglichen Burgkapelle und wurde als barockes Bauwerk zwischen 1720 und 1740 errichtet. Sie ist eine Saalkirche mit einem Satteldach und eingezogenem, halbrund geschlossenem Chor. Sie besitzt einen Chorflankenturm mit Pilastergliederung und einer Zwiebelhaube. Ihre zwei größeren Glocken wurden 1947 von der Glockengießerei Hamm-Hofweber in Regensburg gegossen, die kleine stammt von Johann Gordian Schelchshorn aus dem Jahr 1654.